# ジョゼフ・ワレアニシア

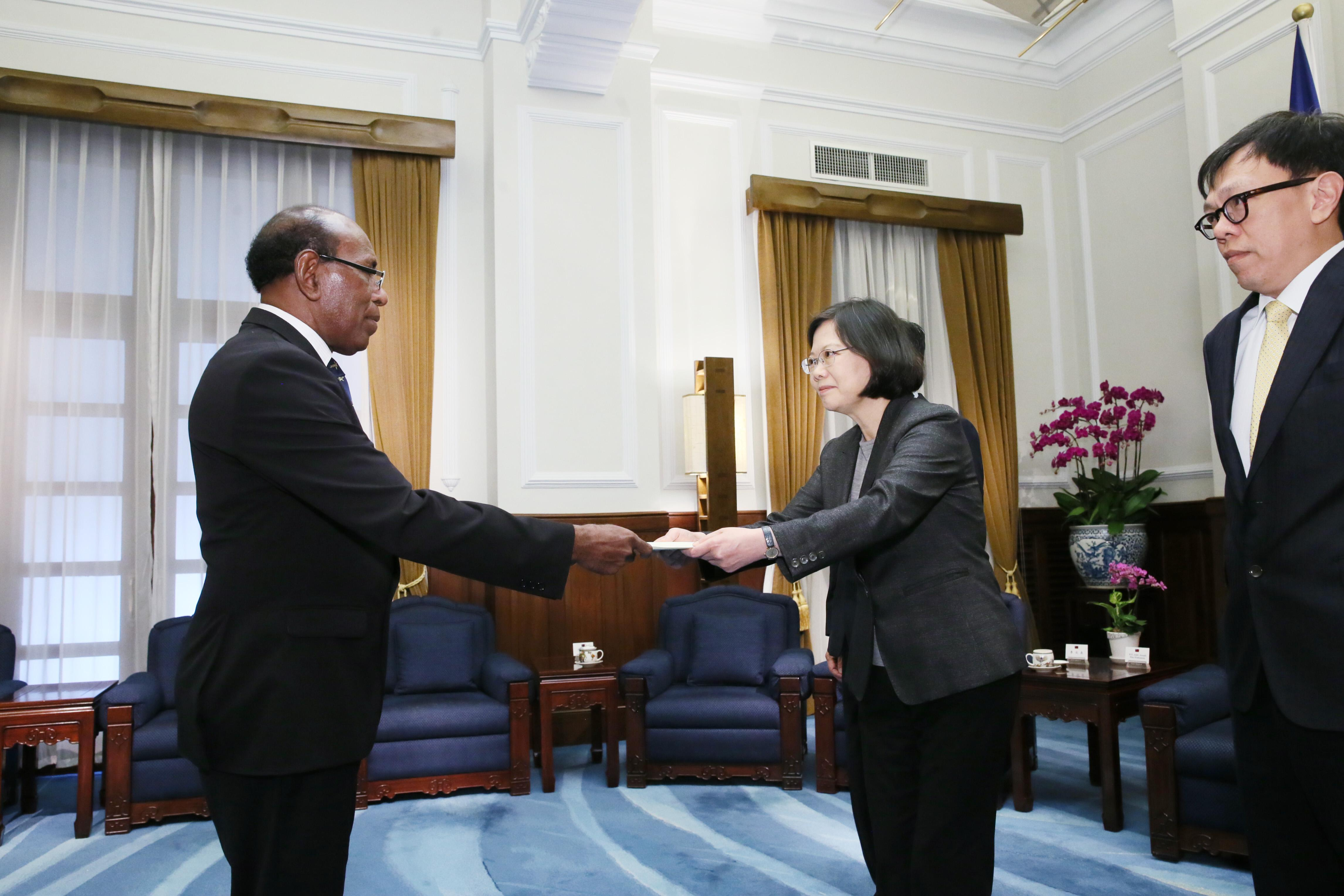
蔡英文総統に信任状を捧呈するワレアニシア大使（2016年12月）

ジョゼフ・ピウス・ワレアニシア（英語: Joseph Pius Waleanisia、繁体字中国語: 王哲夫）は、ソロモン諸島の政治家、首相秘書官。2016年12月1日、在中華民国大使として蔡英文総統に信任状を捧呈して駐台大使に着任、2019年9月16日にソロモン諸島が中華民国と断交するまで在任していた。